# 俞漢植
俞漢植（：／；1949年6月20日—），韓國保守派政治人物，首任世宗特別自治市長。

## 經歷
俞漢植在1991年加入大韓民國農村振興廳，後來在2008年10月31日透過補選出任第35屆忠清南道燕岐郡郡守。2012年7月1日起成為世宗特別自治市第一位市長。